# جوناس ميكاس
جوناس ميكاس ((بالإنجليزية: Jonas Mekas)؛ 24 ديسمبر 1922 - 23 يناير 2019)  كان صانع أفلام وشاعر وفنانًا من أصل ليتواني أمريكي، وقد أطلق عليه لقب «الأب الروحي للسينما الأمريكية الطليعية» في العديد من المناسبات. عُرضت أعماله في المتاحف والمهرجانات في جميع أنحاء العالم. أنتج المخرج الألماني بيتر سيمبيل ثلاثة أفلام عن أعمال ميكاس وحياته وجوناس في الصحراء (1991) وجوناس في المحيط (2004) وجوناس في الغابة (2013) وأخرج حوالي ثلاثين عمل غالبيتها قصير.

## الوصلات الخارجية
- جوناس ميكاس على قاعدة بيانات الأفلام على الإنترنت